# Plinio De Martiis
Plinio De Martiis, né le 30 octobre 1920 à Giulianova, dans la province de Teramo, dans les Abruzzes et mort le 2 juillet 2004 à Rome, est un photographe et galeriste italien fondateur en 1954 de la Galleria La Tartaruga à Rome.

## Biographie
Né dans les Abruzzes, Plinio De Martiis s'installe très jeune à Rome, où il suit ses parents. C'est là qu'il entre en contact avec le groupe  du Teatro dell'Arlecchino et qu'il rencontre Franca Valeri, Carlo Mazzarella (it) et Vittorio Caprioli.
Très vite, en plus du cinéma et du théâtre, il s'intéresse à la photographie, à laquelle il se consacre, devenant photojournaliste pour le compte du quotidien  L'Unita et de l'hebdomadaire Il Mondo (it). En 1952, il fonde avec Franco Pinna (it), Caio Mario Garrubba, Pablo Volta (it) et Nicola Sansone le collectif  « Photographes associés », qui sera dissous en 1954 à cause de difficultés économiques.
La même année, il fonde à Rome la Galleria La Tartaruga qui fut un endroit clé pour le renouveau artistique dans l'après-guerre en Italie et en Europe.